# 曲亭馬琴
曲亭 馬琴（きょくてい ばきん、明和4年6月9日〈1767年7月4日〉- 嘉永元年11月6日〈1848年12月1日〉）は、江戸時代後期の読本作者。本名は滝沢 興邦（たきざわ おきくに、旧字体：瀧澤 興邦󠄂 ）、後に解（とく）に改めた。号は著作堂主人（ちょさくどうしゅじん）など。
代表作は『椿説弓張月』『南総里見八犬伝』。副業として下駄屋を営んだが、『南総里見八犬伝』の大ヒットにより、ほとんど原稿料のみで生計を営むことのできた日本で最初の著述家である。

## 名前について
幼名は春蔵のち倉蔵（）、通称は佐七郎（）、瑣吉（）。号は、笠翁（）、篁民（）、蓑笠漁隠（）、飯台陳人（）、玄同（）など、多くの別号を持った。多数の号は用途によって厳格に使い分けている。「曲亭馬琴」は、戯作に用いる戯号である。
滝沢 馬琴（たきざわ ばきん）の名でも知られるが、これは明治以降に流布した表記である。教科書や副読本などで「滝沢馬琴」と表記するものがあるが、これは本名と筆名をつなぎあわせた誤った呼び方であるとして近世文学研究者から批判されている。
曲亭馬琴という戯号について、馬琴自身は「曲亭」は『漢書』陳湯伝に「巴陵曲亭の陽に楽しむ」とある山の名、「馬琴」は『十訓抄』に収録された小野篁（野相公）の「索婦詞」の一節「才馬卿に非ずして、琴を弾くとも能はじ」から取っていると説明している。「くるわでまこと」（廓で誠）、すなわち遊廓でまじめに遊女に尽くしてしまう野暮な男という意味の俗諺をもじったという解釈もあるが、青年期に武家の嗜みとしておこなった俳諧で用いていた俳号の「曲亭」と「馬琴」が戯号に転じたもので、「くるわでまこと」を由来とするのは妄説であるという反駁がある。「曲亭馬琴」と組み合わされて明記されるのは、寛政5年（1793年）の『花団子食気物語（）』に付された、山東京伝による序文である。

## 生涯

### 生い立ち
明和4年（1767年）、江戸深川（現・江東区平野一丁目）の旗本・松平信成の屋敷において、同家用人・滝沢運兵衛興義、門夫妻の五男として生まれる。ただし、兄2人が早世しているため、三男として育った。滝沢家には長兄・興旨、次兄・興春、妹2人があった。
馬琴は幼いときから絵草紙などの文芸に親しみ、7歳で発句を詠んだという。安永4年（1775年）、馬琴9歳の時に父が亡くなり、長兄の興旨が17歳で家督を継いだが、主家は俸禄を半減させたため、翌安永5年（1776年）に興旨は家督を10歳の馬琴に譲り、松平家を去って戸田家に仕えた。次兄の興春は、これより先に他家に養子に出ていた。母と妹も興旨とともに戸田家に移ったため、松平家には馬琴一人が残ることになった。
馬琴は主君の孫・八十五郎（）に小姓として仕えるが、癇症の八十五郎との生活に耐えかね、安永9年（1780年）、14歳の時に松平家を出て母や長兄と同居した。

### 彷徨期
天明元年（1781年）、馬琴は叔父のもとで元服して左七郎興邦と名乗った。俳諧に親しんでいた長兄・興旨（俳号・東岡舎羅文）とともに越谷吾山に師事して俳諧を深めた。17歳で吾山撰の句集『東海藻』に3句を収録しており、このときはじめて馬琴の号を用いている。天明7年（1787年）、21歳の時には俳文集『俳諧古文庫』を編集した。また、医師の山本宗洪、山本宗英親子に医術を、儒者・黒沢右仲、亀田鵬斎に儒書を学んだが、馬琴は医術よりも儒学を好んだ。
馬琴は長兄の紹介で戸田家の徒士になったが、尊大な性格から長続きせず、その後も武家の渡り奉公を転々とした。この時期の馬琴は放蕩無頼の放浪生活を送っており、のちに「放逸にして行状を修めず、故に母兄歓ばず」と回想している。天明5年（1785年）、母の臨終の際には馬琴の所在がわからず、兄たちの奔走でようやく間に合った。また、貧困の中で次兄が急死するなど、馬琴の周囲は不幸が続いた。

### 戯作者としての出発
寛政2年（1790年）、24歳の時に山東京伝を訪れ、弟子入りを請うた。京伝は弟子とすることは断ったが、親しく出入りすることをゆるした。寛政3年（1791年）正月、折から江戸で流行していた壬生狂言を題材に「京伝門人大栄山人」の名義で黄表紙『尽用而二分狂言（）』を刊行、戯作者として出発した。この年、京伝は手鎖の刑を受け、戯作を控えることとなった。この年秋、洪水で深川にあった家を失った馬琴は京伝の食客となった。京伝の草双子本『実語教幼稚講釈』（寛政4年刊）の代作を手がけ、江戸の書肆にも知られるようになった。
寛政4年（1792年）3月、版元・蔦屋重三郎に見込まれ、手代として雇われることになった。商人に仕えることを恥じた馬琴は、武士としての名と身分を捨て、通称を瑣吉に、諱を解に改めた。

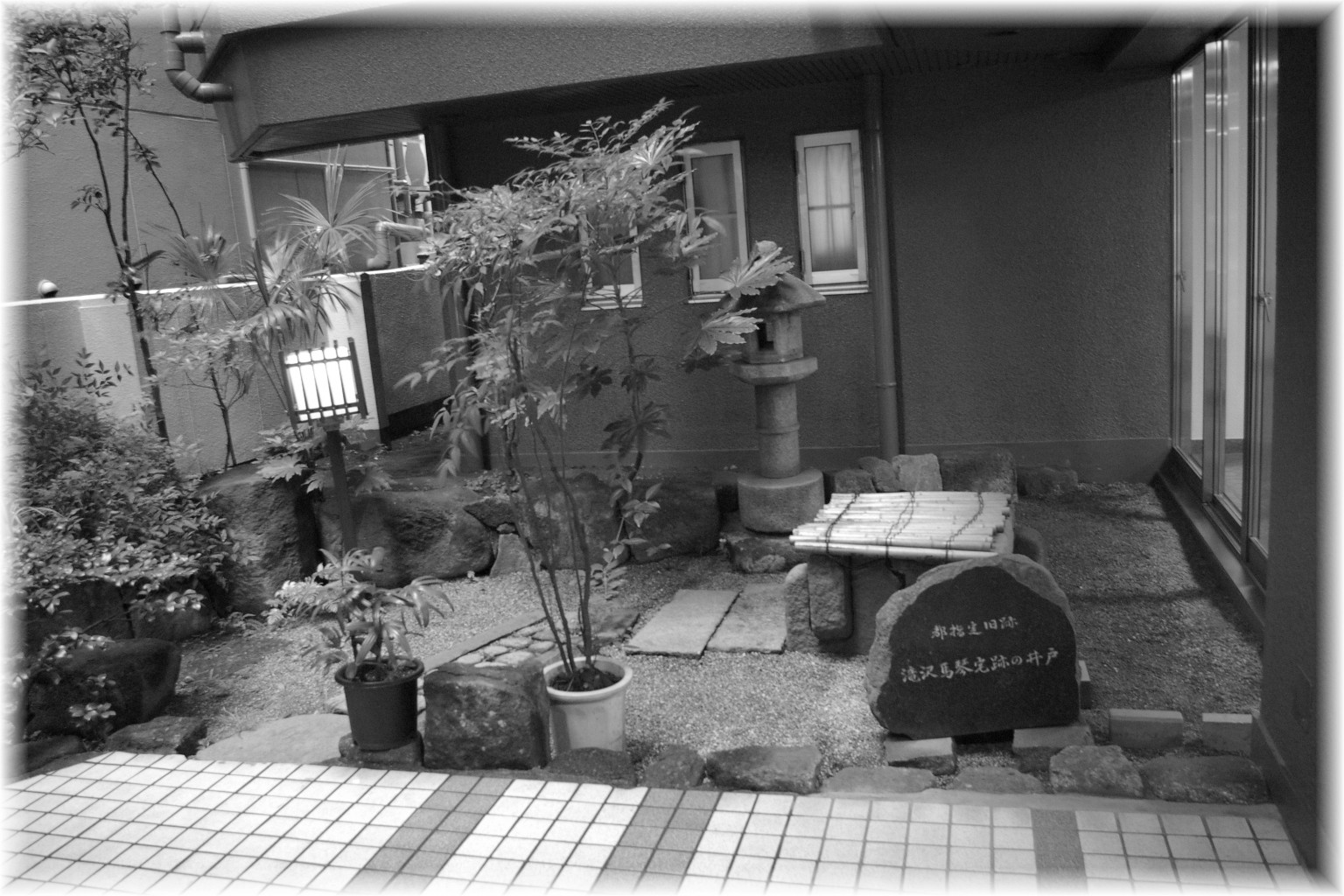
滝沢馬琴邸跡井戸
東京都千代田区九段坂下

寛政5年（1793年）7月、27歳の馬琴は、蔦屋や京伝にも勧められて、元飯田町中坂（現・千代田区九段北一丁目）世継稲荷（現・築土神社）下で履物商「伊勢屋」を営む会田家の未亡人・百（30歳）の婿となるが、会田氏を名のらず、滝沢清右衛門を名のった。結婚は生活の安定のためであったが、馬琴は履物商売に興味を示さず、手習いを教えたり、豪商が所有する長屋の家守（いわゆる大家）をして生計を立てた。加藤千蔭に入門して書を学び、噺本・黄表紙本の執筆を手がけている。寛政7年（1795年）に義母が没すると、後顧の憂いなく文筆業に打ち込むようになり、履物商はやめた。
結婚の翌年である寛政6年（1794年）には長女・幸（）、寛政8年（1796年）には二女・祐（）が生まれた。のちの寛政9年（1797年）には長男・鎮五郎（のちの宗伯興継）が、寛政12年（1800年）には三女・鍬が生まれ、馬琴は合わせて1男3女の父親となった。

### 旺盛な執筆活動

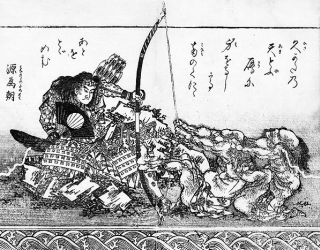
『椿説弓張月』の葛飾北斎による挿絵

寛政8年（1796年）、30歳の頃より馬琴の本格的な創作活動がはじまる。この年に耕書堂から刊行された読本『高尾船字文』は馬琴の出世作となった。より通俗的で発行部数の多い黄表紙や合巻などの草双紙も多く書いた。ほぼ同時代に大坂では上田秋成が活躍した。
享和2年（1802年）5月から8月にかけて、馬琴は関西地方を旅行した。大田南畝の紹介状や、山東京伝の書画（売却して旅費に当てる）を受け取り、関西の文人と交流した馬琴は、物語ゆかりの名所をめぐり、また井原西鶴の墓を訪れたりし、私的な旅行記『羇旅漫録』を記している。
享和3年（1803年）には、俳書『俳諧歳時記』を出版した。2600余の季語を収集・分類して解説した事典（季寄せ）であり（俳諧・連歌に関する考証や作法に関する叙述も含む）、こうした季語集を「歳時記」と称した最初の例である。馬琴の『俳諧歳時記』は、従来の季語集が京都中心の記述であったのに対して江戸中心の解説となっているという特色がある。後の嘉永4年（1851年）、『俳諧歳時記』に藍亭青藍が増補した『増補俳諧歳時記栞草』は、広く用いられた。
文化元年（1804年）に刊行された読本『月氷奇縁』は名声を博し、読本の流行をもたらしたが、一方で恩人でもある山東京伝と読本の執筆をめぐって対抗することとなった。文化4年（1807年）から刊行が開始された『椿説弓張月』や、文化5年（1808年）の『三七全伝南柯夢』によって馬琴は名声を築き、他方京伝は読本から手を引いたことで、読本は馬琴の独擅場となった。文化11年（1814年）に『南総里見八犬伝』肇輯（）が刊行された。文化13年（1816年）、恩人であり競争相手でもあった京伝が没する。

### 八犬伝

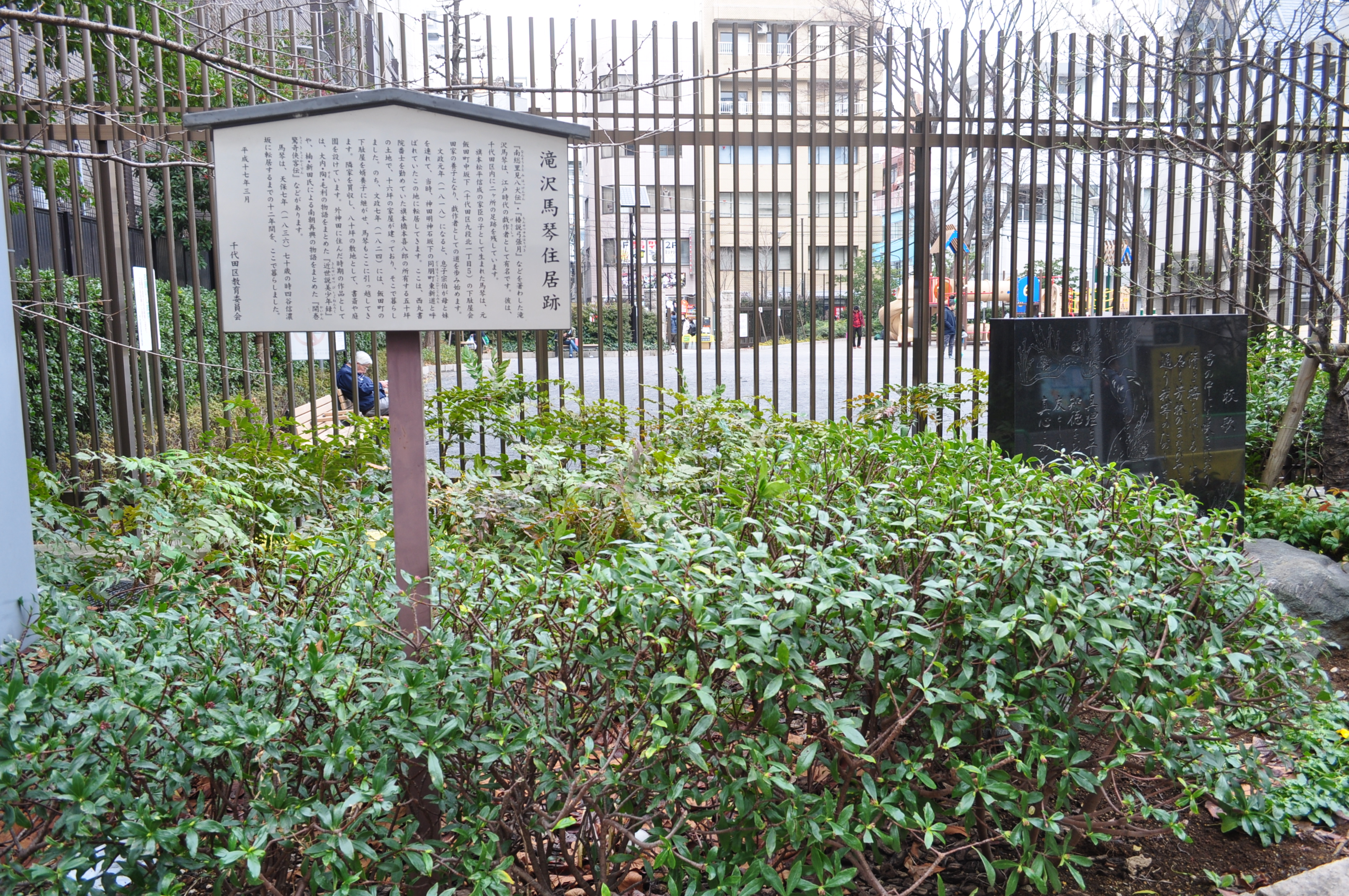
外神田三丁目にある滝沢馬琴居住跡の案内（2018年2月3日撮影）

『南総里見八犬伝』の執筆には、文化11年（1814年）から天保13年（1842年）までの28年を費やし、馬琴のライフワークとなった。
一人息子の興継は、山本永春院に就いて医術を修め、文化11年（1814年）には宗伯と名乗ることを許された。文政元年（1818年）、馬琴は神田明神下石坂下同朋町（現・千代田区外神田三丁目、秋葉原の芳林公園付近）に家を買い、ここに滝沢家当主として宗伯を移らせた。文政3年（1820年）には宗伯が陸奥国梁川藩主・松前章広出入りの医者となった。馬琴の愛読者であった老公・松前道広の好意であった。宗伯が俸禄を得たことで、武家としての滝沢家の再興を悲願とする馬琴の思いの半ばは達せられたが、宗伯は多病で虚弱であった。
文政7年（1824年）、58歳の馬琴は、神田明神下の宗伯宅を増築して移り住み、宗伯と同居した。馬琴は隠居となり、剃髪して蓑笠漁隠と称するようになった。長女・幸に婿養子を迎え、清右衛門と名乗らせて元飯田町の家財一切を譲り、分家させたのもこの時である。
文政7年（1824年）から翌8年（1825年）にかけ、馬琴は、山崎美成とともに文人を集めた「耽奇会」「兎園会」を主宰した。しかし、山崎美成とは「耽奇会」に出品された道具の考証をめぐる対立がエスカレートし、ついには絶交するに至った（けんどん争い）。これらの会の記録として馬琴は『耽奇漫録（5巻本）』『兎園小説』を著し、また独自に集めた奇談を『兎園小説』の外集・別集・拾遺・余録として編纂した。
天保4年（1833年）、67歳の馬琴は右眼に異常を覚え、まもなく左眼もかすむようになる。天保6年（1835年）、宗伯が死去するなど、家庭的な不幸も相次いだ。馬琴は孫の太郎に滝沢家再興の希望を託し、天保7年（1836年）には四谷鉄砲組の御家人株を買っている。御家人株購入のため、馬琴は蔵書を売り、気の進まない書画会を開いた。神田明神下の家も売却して四谷信濃仲殿町（現・新宿区霞ヶ丘町）に移住することとなった。
天保10年（1839年）、73歳の馬琴は失明し、執筆が不可能となった。このため、宗伯の妻・お路が口述筆記をすることとなった。馬琴の作家生活に欠かせない存在になるお路に対して妻のお百が嫉妬し、家庭内の波風は絶えなかった。そのお百も、天保12年（1841年）に没した。
天保12年8月、『八犬伝』の執筆が完結し、天保13年（1842年）正月に刊行される。馬琴は「回外剰筆」において、読者に自らの失明を明かすとともに、お路との口述筆記の辛苦を書き記している。

### 終焉

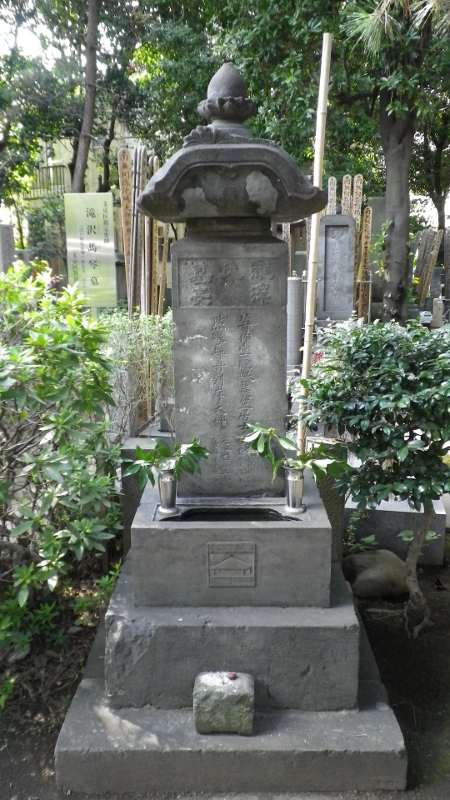
曲亭馬琴の墓

馬琴はお路を筆記者として『傾城水滸伝』や『近世説美少年録』の執筆を続けたが、これらの完結を見ないまま、嘉永元年（1848年）82歳で死去する。命日の11月6日は「馬琴忌」とも呼ばれる。
法名は著作堂隠誉蓑笠居士。墓所は東京都文京区の深光寺にある。
翌年には孫の太郎が22歳で急逝し、2年続けて不幸ごとに見舞われたため、馬琴の家では何れの年の正月も簡略的な祝い事になった。また大金を出して持筒同心の御家人株を購入していたため、家を継いだ嫡子は定期的に御用を努めなければならなかったという。

## 家族・系譜

### 系譜
武家出身でありながら商人となった馬琴は、寛政10年（1798年）に長兄・興旨が死亡して兄弟のうちただひとり残されたことで、「滝沢家」の歴史とその再興を強く意識するようになった。滝沢一族と自らの歴史の記録『吾仏乃記』は、文政5年（1820年）に滝沢家の家譜が書き上げられ、その後20年間にわたって書き継がれていくことになる。
先祖調査で判明した最古の先祖は、元和または寛永の正月七日に没した、最上義光の家臣・滝澤覚傳であり、源氏であったがこれ以上の先祖は遡ることができなかったという。その子である滝澤大右衛門秋圓の主君は不明だが、寛文10年9月10日没とある。またこの2人の墓所は不明という。覚傳の孫の興也は川越藩主松平信綱に仕え、信綱の四男・松平堅綱が1,000石の旗本となるとその家老となった。興也は間中家から興吉を養子に迎え、興吉の子が馬琴の父・興義である。

### 家族

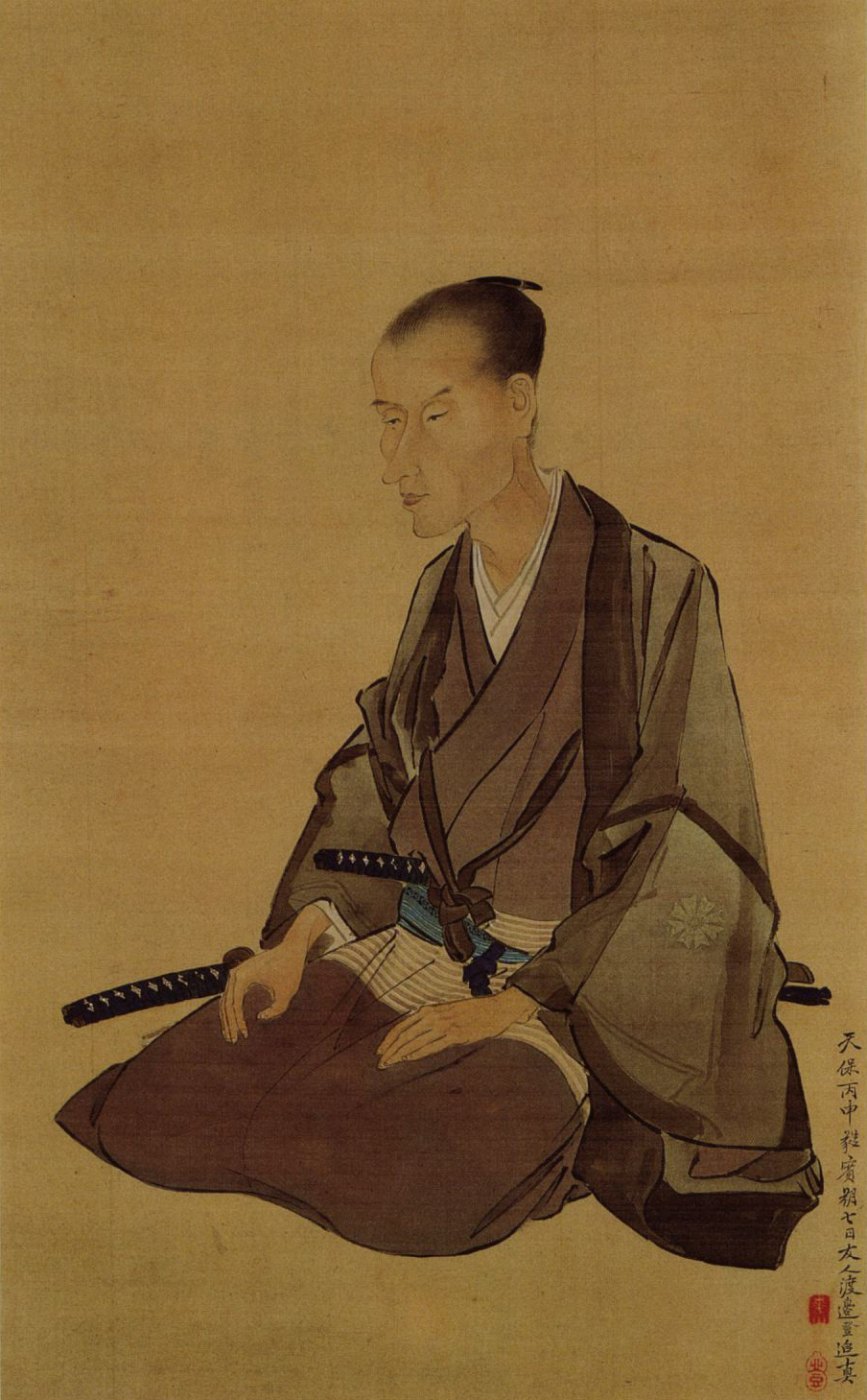
馬琴の子、興継（宗伯、琴嶺）の像。宗伯の友人である渡辺崋山による

兄に興旨、興春、妹にお蘭（鈴木嘉伝次室、改名して「お秀」）、お菊がいる。妻は会田氏の娘「お百」。子供は吉田新六（清右衛門）の室となった幸、祐、興継（宗伯）、渥美氏に嫁した鍬がいる。嫁には興継の妻みち（土岐村路）がおり、興継・みちの子には太郎、つぎ、ちさがいる。
太郎は祖父と同じ「興邦」を名乗ったが、馬琴の死の翌年、嘉永2年（1849年）に没した、滝沢家は男系では絶えた。長女・幸に婿として清右衛門を迎えて分家とした飯田町滝沢家も男子に恵まれず、興継・みち夫妻の長女である次、興継・みち夫妻の次女幸の娘である橘（）が、養女として迎えられて婿を取って家を継いでいる。橘の子が日本画家の滝沢邦行（静雄、1888年 - 1964年）で、馬琴から見れば玄孫にあたる。

## 人物

### 規則正しい生活
非常に几帳面で、毎日のスケジュールはほぼ同じだった。朝6時から8時の間に起きて洗面を済まし、仏壇に手を合わせたあと、縁側で徳川斉昭考案の体操を一通りし、朝食。客間で茶を飲んだあと、書斎に移り、前日の日記を記したのち、執筆作業に入る。まず、筆耕者（作家、著述家）から上がってきた前日の原稿のチェック。一字でも気になるものがあると字引を引いて確認。そのほかにも出版社からの校正が最低でも三校、四校とあり、執筆よりも校正に苦しめられた日々だったという。

### 曲亭馬琴日記
馬琴は非常に精緻な日記を書き残した。後年の散逸や関東大震災による焼失を経て、中年以後の日記が残っており、貴重な資料となっている。
2009年（平成21年）から2010年（平成22年）に『曲亭馬琴日記 新訂増補』が中央公論新社（全4巻別巻1、柴田光彦校注）が刊行。旧版に『馬琴日記』（全4巻、暉峻康隆ほか校注、中央公論社、1973年）がある。
馬琴の失明後は、路が日記を代筆、没後も書き継いだ。2013年（平成25年）に『瀧澤路女日記』（上下、柴田光彦・大久保恵子編、中央公論新社）も刊行された。

### 交友・対人関係
馬琴は江戸後期の化政文化を大きく担い、同時代の出版文化をめぐる人々とも様々な関係を持った。馬琴の戯作者に対する見方は、天保4年（1833年）から天保5年（1834年）にかけて執筆された戯作者の評伝『近世物之本江戸作者部類』などに記されている。『南総里見八犬伝』完結時のあとがきとして記された「回外剰筆」（天保12年（1841年）執筆）には、交友を持った人物の思い出などが語られている。
生没年はグレゴリオ暦で示した。
山東京伝（1761年 - 1816年）
「生涯」節にも既述の通り、馬琴が著作家の道を歩むにあたって京伝は大きな影響を与えた人物であり、またのちに作家として大成した馬琴と作品を競う関係となった。
山東京山（1769年 - 1858年）
京伝の弟であるが、馬琴との関係は険悪であった。馬琴は、京山が京伝死後に寡婦の百合を狂死に追いやり、家業の薬屋を乗っ取ったと見て非常に嫌悪している。京伝とその妻百合の死後の文政2年（1819年）、馬琴は京伝の評伝として『伊波伝毛乃記（いわでもの記）』を著しているが、この書の眼目は京山への非難にあると考えられる。一方の京山も、1830年に鈴木牧之に送った『鳴蛙秘抄』などで、馬琴が京伝から多大な恩を受けながら葬式にも来ない（馬琴側は出席したとしている）などとして「忘恩の徒」と非難している。
式亭三馬（1776年 - 1822年）
『浮世風呂』（1809年）が一世を風靡した滑稽本作者であるが、目指す文芸の方向性の違いもあり、馬琴と三馬は険悪な関係にあった。『近世物之本江戸作者部類』で馬琴は「（三馬は）馬琴を憎むこと讐敵のごとしと聞こえたり」と述べている。馬琴には三馬の読本『阿古義物語』（1810年）を酷評した批評文「駢鞭」（「駢」は原文では「馬」を三つ並べた異体字であり、三馬を鞭打つという含意が明らかである）が残っている（『曲亭遺稿』所収）。『近世物之本江戸作者部類』では、「純粋の戯作者」「才子」（才に頼み古典教養がないという批判も含まれる）としつつ、馬琴の書からの剽窃があることを断じるなど、三馬に辛辣な批判を加えている。

葛飾北斎（1760年 - 1849年）
馬琴作品に最も多く挿絵を描いた浮世絵師。二人はかなり親しく、文化3年（1806年）の春から夏にかけての3，4ヶ月にかけて、北斎は馬琴宅に居候していたようだ。文化年間の末から両者の合作は無くなったため、二人は絶交したという説もある。しかし、絶交説の初出はどれも明治時代の資料であり、同時代の資料には殆ど見られない。コンビ解消の理由は、北斎の名声が上がり挿絵以外の仕事が忙しくなったためとも、二人の原稿料が上がってコストが増えたのを版元が敬遠したためとも推測される。
江戸時代の小説の挿絵は、作者が画稿（下絵）を描いて画工が完成させるもので、特に馬琴の画工への注文はこだわりが多く、厳しいものであった。北斎は凝り性で自信が強く覇気にも富んでいたため、挿絵についても馬琴の指示に従わず、自分の絵にして描いたため、しばしば衝突した。馬琴の手紙によると、北斎は画中の人物の位置をよく入れ替えるので、下図に右に置きたい人物をわざと左に描いておくと、北斎は必ず右に持ってきてくれると述べている。ただし、馬琴の書簡には北斎を賞賛する記述が散見され、その画力は後々も認めていたようだ。
只野真葛（1763年 - 1825年）
仙台在住。工藤平助の娘。この交流は、文政2年（1819年）に真葛が自著『独考』の添削と出版を馬琴に依頼したことではじまり、政治や経済・儒教に関し文通が行われた。真葛の儒教批判は馬琴の受け入れるところとはならなかった。しかし、出版のための校閲を促された馬琴が真葛に対して絶交を通知、批判書『独考論』を送り、交流は1年余りで終わった。
『南総里見八犬伝』の「回外剰筆」（1842年）によれば、馬琴のもとには自筆小説の批評を請うたり、入門を求める女性も多くあったらしい（ただし、馬琴は「婦女子なれば答ざりき」という）。しかしその中で特に真葛の名とその学問・人柄が挙げられており、議論の書を交わした思い出が語られている。
蒲生君平（1768年 - 1813年）
馬琴と交友を結んでいた。君平死後、馬琴は君平の伝記として随筆「蒲の花かつみ」を著し、随筆集『兎園小説』に収めた。『南総里見八犬伝』「回外剰筆」には、八犬伝を見果てずに去った往年の知音の一人として、蒲生秀実（君平）の名が挙げられている（ただし『八犬伝』の刊行開始は君平の死の翌年、1814年である）。『八犬伝』から尊王思想を読み解く小池藤五郎は、犬村大角のモデルは君平ではないかとしている。
鈴木牧之（1770年 - 1842年）
越後国小千谷の商人。のちに『北越雪譜』として結実する、地元についての随筆集の出版を目指して、江戸の出版界と関わりを持った。寛政10年（1798年）、牧之は山東京伝を頼って出版を試みたが版元が見つからず、計画は沙汰やみになった。牧之が次に頼ったのが馬琴であるが、この時馬琴は京伝との関係悪化を懸念し出版には至らなかった（出版については京伝も馬琴も乗り気であった）。京伝死後の文化13年（1813年）、牧之は再び馬琴とともに出版をめざした。馬琴はこの時期『南総里見八犬伝』を手掛けており、作中でも越後小千谷を登場させ、牧之から提供された資料を出所を記しつつ活用している。しかし馬琴が自作にかかりきりとなって『北越雪譜』出版作業は進まず、牧之は京伝の弟である京山と接近した。馬琴は態度を硬化させて牧之に原稿を返却せず、牧之は再度原稿を執筆する羽目になった。結局『北越雪譜』は天保8年（1837年）、京山の協力によって出版に至った。
渡辺崋山（1793年 - 1841年）
三河国田原藩家老。馬琴の子である宗伯（興継。画家としての号は琴嶺）は幼少時に金子金陵に入門して画を学んでいたが、文化6年（1809年）に崋山が金陵に入門、宗伯の弟弟子となった（ただし崋山が宗伯より年上である）のが、崋山と滝沢家とのかかわりの始まりである。馬琴と崋山は歳の差がありながらも友人として親しく交わり、互いに書籍を貸借する仲であった。馬琴の『玄同放言』には宗伯とともに崋山が挿絵を描いている。宗伯が天保6年（1835年）に没すると、崋山はその死に顔をデッサンしたが、骨格をとらえようと遺体に手を触れた崋山を馬琴は「剛毅」と評している。天保10年（1839年）に発生した蛮社の獄において崋山が罪に問われ、椿椿山ら友人たちが助命嘆願に奔走した際に馬琴は同調せず、この冷淡さはしばしば批判されている。崋山の蔵書に自分が貸した本があることを心配するなど保身的な姿勢も確かであるが、馬琴なりの政治観のあらわれ（定められた法に背いたことや、陪臣の職分を越えて国事に奔走したことを非としたようである）もあるととられる。崋山自刃後は、遺された家族の冷遇に「痛むべし」と同情を寄せている。

木村黙老（1774年 - 1857年）
讃岐国高松藩家老。諱は亘・通明。松平頼恕に仕え藩財政再建に功績を挙げた政治家であるとともに、和漢の学問に通じて多数の著作を残し、また「俗な文学」である歌舞伎や戯作の愛好者でもあった。馬琴との間では、小説作法などについての応答を交わし、書籍を貸しあう仲であった。馬琴の『近世物之本江戸作者部類』の執筆（1833年 - 1834年）は黙老からの依頼がきっかけで、『作者部類』に記載された「風来山人」こと平賀源内（1728年 - 1780年。高松藩出身）についての情報の一部は、黙老の随筆集『聞まゝの記』から移されたものである。
「八犬伝第九輯下套下引」（天保10年/1839年）などで、馬琴が遠方に住まう数少ない友人として挙げる木村黙老・殿村篠斎・小津桂窓は、「三友」と呼ばれる:26。さらに石川畳翠を加えて「四友」という。
殿村篠斎（1779年 - 1847年）
伊勢国松坂在住の木綿問屋の主人で、本居宣長門下の国学者。号は三枝園主人。馬琴とは長く文通を続けた。馬琴は「吾が知音の友」と記している。『犬夷評判記』（文政元年/1818年）は南総里見八犬伝と『朝夷巡島記』の批評で、弟の櫟亭琴魚と著し、馬琴が回答を寄せるという形で刊行した。
櫟亭琴魚（1788年 - 1831年）
殿村篠斎の弟。戯号の「琴」は馬琴にあやかったものである（馬琴自身には門人を取る考えはなかった）。『窓蛍余談』『青砥石文』などの著作がある。交友関係の長く続いた人物であるが、40歳あまりで死去した。
小津桂窓（1804年 - 1858年）
伊勢国松阪の豪商。名は久足。本居春庭に師事して国学・和歌を学び、「西荘文庫」を擁した書籍収集家として知られるとともに:17、多くの紀行文を著した紀行家でもある:17。文政11年（1828年）12月に桂窓が馬琴を訪問したのが初対面であるが、当初の交流は仲介に立った篠斎の体面を潰さない程度の形式的なものであったようである:18。天保3年（1832年）、商用で江戸に出た桂窓は馬琴を5度訪問し、長時間ひざを突き合わせた。また蔵書の貸与を行って馬琴の誤謬に気付かせるなどしたことから認識が改まり、同年11月の篠斎宛の手紙で馬琴は桂窓の才能と見識を高く評価した:18。天保4年（1833年）、桂窓が紀行文「梅桜日記」を馬琴に送ると、容易に他人を褒めることがない馬琴が最大級の評価を与え、文筆家としての才能も認めた:23。馬琴と桂窓は以後終生の知友となった。天保7年（1836年）に馬琴が経済的に窮した際には、蔵書を買い取るなどパトロン的な役割も果たした:17。
石川畳翠（1807年 - 1841年）
三千石取りの旗本で、通称は左金吾。馬琴の愛読者で、篠斎・桂窓・黙老とともに馬琴に「四友」と呼ばれた。これら「四友」たちは馬琴の著書に対する批評と、それに対する馬琴の答評を合わせた書籍を出しており、石川畳翠も『八犬伝畳翠君評』などを手掛けている。『八犬伝』完結を前に死去し、馬琴は「広き大江戸に、知音の友は地を払て、今は一人もあらずなりぬ」（友は篠斎・桂窓・黙老といった遠方の人ばかりになった）と嘆いている。

## 評価
明治中期に来日して国民英学会などを創立したフレデリック・イーストレイクは馬琴を日本のシェークスピアと称賛した。

## 作品

### 読本
- 『高尾船字文』(たかおせんじもん)1796 画：栄松斎長喜
- 『小説比翼文』（しょうせつひよくもん）1804 画：葛飾北斎
- 『曲亭伝奇花釵児』（きょくていでんきはなかんざし）1804 （岩波新日本古典文学大系）
- 『復讐月氷奇縁』（かたきうちげっぴょうきえん）1804 画:流光斎如圭（巻一・ニのみ。巻三以降は不明） - 出世作
- 『復讐奇譚稚枝鳩』（ふくしゅうきだんわかえのはと）1805 画：歌川豊国
- 『源家勲績 四天王剿盗異録』（げんけくんせきしてんのうそうとういろく）1805 画：豊国
- 『小夜中山復讐 石言遺響』（さよのなかやまふくしゅうせきげんいきょう）1804 画：蹄斎北馬
- 『新編水滸画伝』(しんぺんすいこがでん）1805 画：北斎（中絶し高井蘭山に代わる）
- 『新累解脱物語』（しんかさねげだつものがたり）1807年（文化4年）発行、画：葛飾北斎
- 『椿説弓張月』（ちんせつゆみはりづき）1807年-1811年（文化4年-8年）発行、画：葛飾北斎
- 『三七全伝南柯夢』（さんしちぜんでんなんかのゆめ）1808年（文化5年）発行、画：葛飾北斎
- 『雲妙間雨夜月』（くものたえまあまよのつき）1808年 画:歌川豊広
- 『頼豪阿闍梨恠鼠伝』（らいごうあじゃりかいそでん）1808年 画:北斎
- 『松浦佐用姫石魂録』（まつらさよひめせきこんろく）1808年 画：豊広
- 『俊寛僧都嶋物語』（しゅんかんそうずしまものがたり）1808年（文化5年）発行、画：歌川豊広
- 『旬伝実々記』（じゅんでんじつじつき）1808年 画：豊広
- 『松染情史秋七草』（しょうせんじょうしあきのななくさ）1809年（文化6年）発行、画：歌川豊広
- 『夢想兵衛胡蝶物語』（むそうびょうえこちょうものがたり）1810年 画：豊広 -「胡蝶物語」岩波文庫ほか
- 『南総里見八犬伝』（なんそうさとみはっけんでん）1814年-1842年（文化11年-天保13年）発行、画：柳川重信、渓斎英泉、二代柳川重信
- 『朝夷巡島記』（あさひなしまめぐりのき）1815年（文化12年）第1集発行（未完）、画：歌川豊広
- 『近世説美少年録』（きんせせつびしょうねんろく）1829年-1830年（文政12年-13年）発行、画：歌川国貞、魚屋北渓
- 『開巻驚奇侠客伝』（かいかんきょうききょうかくでん）1832年（天保3年）第1集発行（未完）、画：渓斎英泉、二代柳川重信、歌川国貞

### 合巻
- 『青砥藤綱摸稜案』（あおとふじつなもりょうあん）1812年 画:北斎-『青砥稿花紅彩画』（白浪五人男）の原作
- 『傾城水滸伝』（けいせいすいこでん）1825年（文政8年）第1集発行（未完）、画：歌川豊国、歌川国安
- 『風俗金魚伝』（ふうぞくきんぎょでん）1839年（文政12年）上編発行、1840年（文政13年）二編（一・二巻）発行、1831年（天保2年）二編（三・四巻）発行、1832年（天保3年）下編下発行。画：歌川国安
- 『新編金瓶梅』（しんぺんきんぺいばい）1831年（天保2年）－1847年（弘化4年）画:歌川国安、国貞（二代豊国）

### 黄表紙
- 『廿日余四十両尽用二分狂言』1791
- 『无筆節用似字尽』（むひつせつようにたじづくし）1797
- 『化競丑満鐘』（ばけくらべうしみつのかね）1800（浄瑠璃仕立て）画：北尾重政-のち歌舞伎化
- 『曲亭一風京伝張』（きょくていいっぷうきょうでんばり）1801 -山東京伝の煙草店の宣伝を兼ねる。

ほか80点ほど（清田啓子、板坂則子の翻刻がある）

### 歳時記
- 『俳諧歳時記』1803 -初めて「俳諧歳時記」を名のった書。
『増補 俳諧歳時記栞草』藍亭青藍 増補、堀切実 校注、岩波文庫（上下） 2000年

### 随筆
- 『著作堂一夕話』1804年 - のち『蓑笠雨談』で改題刊行。「日本随筆大成」吉川弘文館
『羇旅漫録 －付：蓑笠雨談』木越俊介 校註、平凡社東洋文庫 2022年
- 『燕石雑志』1811年（文化8年）
- 『烹雑の記』（にまぜのき）1811年
- 『犬夷評判記』殿村篠斎共著、櫟亭琴魚校訂、1818年 - 『八犬伝』『朝夷巡島記』の評
- 『玄同放言』「日本随筆大成 巻3」吉川弘文館、1927年（旧版）1～250頁
- 『近世物之本江戸作者部類』木村三四吾編 八木書店 1988年／徳田武 校注、岩波文庫 2014年
- 『伊波伝毛之記』（『新燕石十種 第6』中央公論社 1981年）-山東京伝の伝
- 『吾仏乃記』-滝沢家家記 木村三四吾他編校 八木書店 1987年
- 『兎園小説』（『燕石十種』中央公論社）
- 『羈旅漫録』 「日本随筆大成 第一期 巻1」吉川弘文館 新版1975年

## 馬琴を題材とする作品
中年期以降の部分が『曲亭馬琴日記』に取材して、多くの作品が描かれている。その早い例が芥川龍之介の『戯作三昧』であるが、以後、小説に登場する馬琴は老人であることが多い。杉本苑子『滝沢馬琴』、平岩弓枝『へんこつ』、森田誠吾『曲亭馬琴遺稿』などがある。
山田風太郎による小説『八犬伝』は、南総里見八犬伝そのものの長大な物語を分かりやすく紹介しつつ、並行してそれを28年に渡り執筆した馬琴自身の生活の変化も同時に描いたものである。
小谷野敦『馬琴綺伝』は、若年期「作家以前」時代からの馬琴の人生を描いた作品である。

### 馬琴を演じた人物
映画
- 西田敏行『北斎漫画』1981年
- 高場隆義『写楽』1995年
- 山﨑努『駆込み女と駆出し男』2015年
- 辻本祐樹『HOKUSAI』2021年
- 役所広司『八犬伝』2024年

テレビドラマ
- 中村翫右衛門『わが父北斎』1970年
- 北村英三『必殺からくり人・富嶽百景殺し旅』1978年
- 加賀邦男『必殺スペシャル・春 勢ぞろい仕事人! 春雨じゃ、悪人退治』1990年
- 日下武史『びいどろで候〜長崎屋夢日記』1990年
- 野田秀樹『眩（くらら）～北斎の娘～』2017年 NHK 特集ドラマ